# David Divessen (Ratsherr)
David Divessen, auch Divitz (* um 1490 in Lübeck; † 11. Oktober 1533 ebenda) war ein Ratsherr der Hansestadt Lübeck.
David Divessen war der Sohn des 1509 verstorbenen Lübecker Bürgermeisters und Diplomaten David Divessen. Er wurde 1528 zum Ratsherrn der Stadt Lübeck erwählt. In seine Amtszeit fällt die Einführung der neuen Kirchenordnung von Johannes Bugenhagen mit ihren Auswirkungen auf den Lübecker Rat. Auch Divessen hatte sich früh der Reformation zugewandt und genoss das Vertrauen der Bürger. Nachdem Nikolaus Brömse und Hermann Plönnies Ostern 1531 die Stadt verlassen hatten, wurde er wie die anderen Ratsherren unter Hausarrest gestellt. Im wenige Tage später geschlossenen Vergleich zwischen den Bürgerausschüssen der 64 und 100 unter Jürgen Wullenwever und dem Rat wurde er als Gewährsmann gewählt. Er starb im Alter von 43 Jahren.
Divessen war seit 1527 mit Anna Freudenberg verheiratet, der Witwe des Lübecker Bürgers und Münzmeisters Berthold Warmboecke, eines der ersten Anhänger Martin Luthers in Lübeck. Der gemeinsame Sohn starb als Kind. Seine Tochter Anna Divessen heiratete den Lübecker Ratsherrn Johann Spangenberg.